# Fernandes Tourinho
Fernandes Tourinho là một đô thị thuộc bang Minas Gerais, Brasil. Đô thị này có diện tích 152,502 km², dân số năm 2007 là 2612 người, mật độ 13,3 người/km².